# Брехун і його кохана (фільм)
Вона занадто любить неправду або Брехун та його кохана (яп. カノジョは嘘を愛しすぎてる, Kanojo wa Uso o Aishisugiteru) — японський музичний романтичний фільм 2013 року, заснований на однойменній шьоджо манзі Котомі Аокі.

## Сюжет
Історія дуже успішного, але відлюдькуватого композитора Акі Оґасавара, який через примху зав'язує стосунки з 16-річною шанувальницею, брешучи про своє справжнє ім'я. Згодом вона сама влаштовується в музичну індустрію, що призводить до ускладнень. Зрештою, вона сама потрапляє в музичну індустрію, що спричиняє додаткові ускладнення.

## Акторський склад

### Головні герої
- Такеру Сато — Акі Огасавара

25-річний геніальний продюсер і басист, який пише музику для рок-гурту «Crude Play» під псевдонімом Soichiro. Раніше він був учасником гурту разом із трьома іншими друзями дитинства, але покинув групу прямо перед їхнім дебютом. Він впадає в депресію і намагається знайти розраду в музиці.
- Сакурако Охара — Ріко Коеда

16-річна старшокласниця, яка має обдарований голос. Вона грає в аматорському гурті «Mush & Co» з двома друзями дитинства. Ріко зустрічає і закохується в Акі з першого погляду і намагається допомогти йому подолати біль.

### Персонажі другого плану
- Шохей Міура — Шун Сакагучі, гітарист і вокаліст гурту «Crude Play»
- Масатака Кубота — Шінья Шинохара, басист групи «Crude Play», який замінив Акі
- Коукі Мізута — Каору Оно, гітарист групи «Crude Play»
- Кудай Асака — Теппея Ядзакі, барабанщик «Crude Play»
- Ріо Йошізава — Юічі Кімідзіма, член гурту «Mush & Co».
- Юкі Морінага — Сота Ямазакі, член гурту «Mush & Co».
- Сакі Айбу — Марі, колишня дівчина Акі
- Такаші Сорімачі — Соічіро Такагі, музичний продюсер і суперник Акі
- Міцукі Танімура — Мівако Нагахама, помічник Такагі
- Максвелл Пауерс як церемоніймейстер[4]

## Виробництво
Вперше про екранізацію фільму було оголошено в березні 2012 року. З березня по червень 2012 року проходили кастинги на головну жіночу роль — Ріко.
6 березня 2013 року було оголошено, що Сакурако Охара була обрана з 5000 претенденток на роль головної героїні, Ріко. Це також ознаменувало її акторський дебют. Такеру Сато також був обраний на головну чоловічу роль, Акі.

## Саундтрек
| #     | Назва                                                                                                   | Виконавець                                            | Тривалість |
| ----- | --- | ----------------------------------------------------- | ---------- |
| 1.    | «INSECTICIDE»                                                                                           | CRUDE PLAY                                            | 3:43       |
| 2.    | «明日も» (Ashita mo, Tomorrow)                                                                          | MUSH&Co.                                              | 4:13       |
| 3.    | «サヨナラの準備は、もうできていた» (Sayonara no Junbi wa mou Dekiteita)                                 | CRUDE PLAY                                            | 4:00       |
| 4.    | «卒業» (Sotsugyō)                                                                                       | CRUDE PLAY                                            | 3:47       |
| 5.    | «うたうたいのうた» (Utau tai no Uta)                                                                    | ハッポ☆スチロールズ (Happo☆Suchiro-ruzu)              | 2:53       |
| 6.    | «明日も - アコースティック ver.» (Ashita mo - Acoustic ver.)                                            | 小枝 理子 & 篠原 心也 (Riko Koeda & Shinya Shinohara) | 4:29       |
| 7.    | «祈り» (Inori)                                                                                          | 茉莉 (mari)                                           | 4:39       |
| 8.    | «卒業 - アコースティック ver.» (Sotsugyō - Acoustic ver.)                                               | 小枝 理子 & 小笠原 秋 (Riko Koeda & Aki Ogasawara)    | 2:05       |
| 9.    | «ちっぽけな愛のうた» (Chippokena Ai no Uta)                                                             | 小枝 理子 & 小笠原 秋 (Riko Koeda & Aki Ogasawara)    | 6:08       |
| 10.   | «春姉ちゃんを幸せにしなかったらぶっ飛ばすの歌» (Haru Nēchan o Shiawaseni Shinakattara Buttobasu no Uta) | 小笠原 秋 (Aki Ogasawara) (Piano Solo)                | 4:12       |
| 40:09 | |                                                       |            |

## Пролог
Прологовий драматичний серіал під назвою «Історія до того, як ми з нею зустрілися» транслювався на Fuji TV з 9 грудня у 10 епізодах, кожна з яких тривала 10 хвилин.

## Касові збори
До грудня 2013 року фільм заробив 164 мільйони єн (1,59 мільйона доларів США). До 19 січня він зібрав 1,58 мільярда єн (15,13 мільйона доларів США).